# 미래신학연구소
미래신학연구소 (Future Theology Institute)는 2019년 21세기 신학이 나아가야 할 미래의 방향과 길을 연구하고 제시함으로써 한국 기독교 신학을 선도하기 위해 설립된 신학연구소이다. 기독교의 복음을 세상에 효과적으로 증언하고 변증하기 위해 가능한  이해 가능한 방식으로 세상과 소통하며 세상의 모든 영역에서 하나님 나라의 통치가 실현되도록 하는데 기여하는 것을 목표로 한다. 산하기관으로 BTS (Bible-Theology-Sermon)이 있다. 창립자는 조직신학자 윤철호 박사이다.

## 신학 이념과 목적지향
1. 성서의 하나님 나라 복음의 구현을 지향하는 하나님 나라 신학
2. 세상과 소통을 위한 학제간 연구를 지향하는 융복합적 신학
3. 교회의 일치와 화해를 지향하는 에큐메니칼 신학
4. 동서 교류를 통한 세계 신학의 발전을 지향하는 글로벌 신학

## 조직
- 연구책임자: 윤철호 박사
- 공동연구원: 최유진 박사, 박성규 박사, 안윤기 박사, 이관표 박사, 이상은 박사,
- 박형국 박사, 백충현 박사, 이용주 박사, 우종학 박사, 정대경 박사, 김정형 박사

### 산하기관
- 다음세대를위한 설교스터디(BTS, Bible-Theology-Sermon)[1]

## 같이 보기
- 윤철호
- 제임스 E. 윌
- 현대신학